# Tríptico de Santiago Menor e S. Filipe (Pieter Coecke van Aelst)
O Tríptico de Santiago Menor e S. Filipe é um tríptico de pinturas a óleo sobre madeira de carvalho atribuído ao artista flamengo Pieter Coecke van Aelst e seguidores, pintado presumivelmente no período entre 1527 e 1531 para a Igreja de São Tiago Menor, hoje conhecida por Igreja do Socorro, no Funchal, e que se encontra presentemente no Museu de Arte Sacra do Funchal.
O Tríptico de Santiago Menor e S. Filipe representa no painel central os dois apóstolos mártires Santiago Menor e São Filipe e nos painéis laterais estão representados os Doadores. Nos reversos dos painéis laterais está representado o episódio bíblico da Anunciação.
A autoria do Tríptico de Santiago Menor e S. Filipe foi atribuída a Pieter Coecke van Aelst por Georges Marlier, em 1966, tendo sido confirmada por Pedro Dias, em 1992, para o catálogo da exposição Feitorias, no Museu Nacional do Museu de Arte Antiga.
O Tríptico de Santiago Menor e S. Filipe deverá ser considerado como uma obra do primeiro período de Pieter Coeck van Aelst, um dos mais importantes pintores de Antuérpia daquele tempo.

## Descrição
O Tríptico de Santiago Menor e S. Filipe apresenta, quando aberto, a mesma paisagem de fundo nos três painéis o que lhe confere unidade de composição.

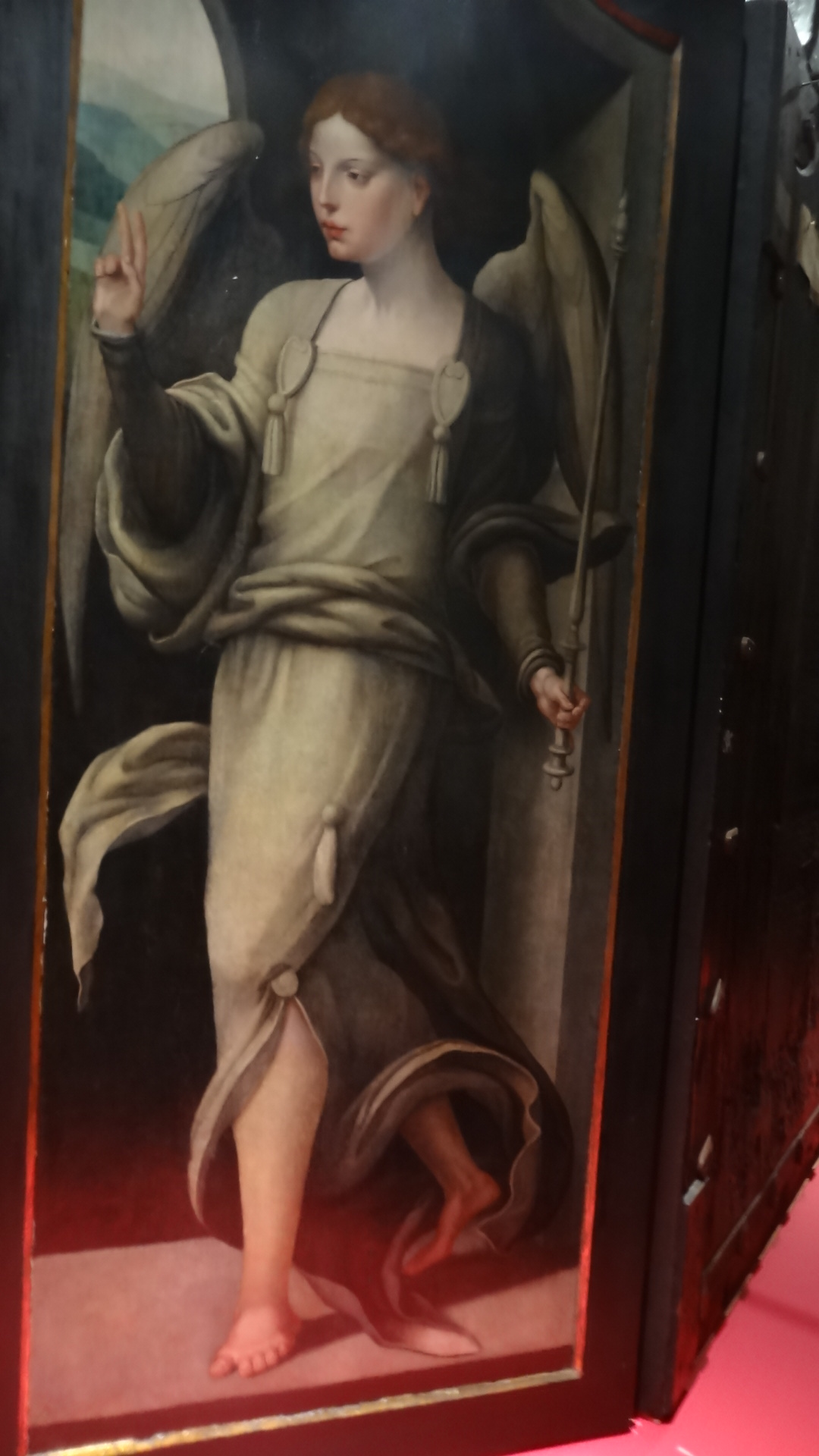
O Anjo da Anunciação, reverso do painel direito

Quando fechado, o Tríptico representa o episódio bíblico da Anunciação em grisalha, mas com as carnações e cabelos em cor natural. De forma invulgar neste tipo reverso, entre as figuras da Virgem Maria e do arcanjo anunciador abre-se, no alto, um óculo repartido entre os dois painéis através do qual se vê uma paisagem de suaves montanhas também em cores naturais.

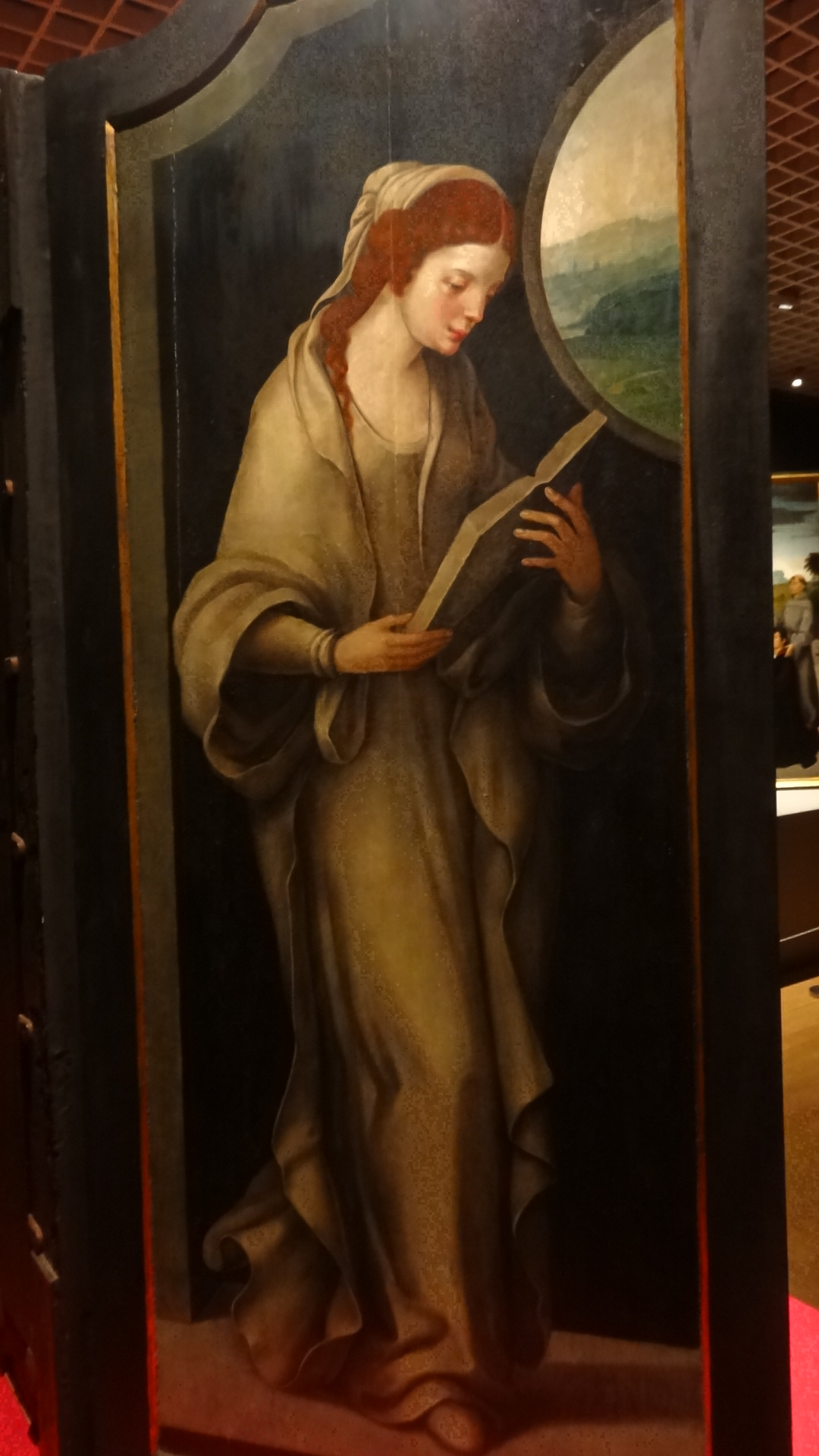
Virgem Maria, reverso do painel esquerdo

### Painel central
No painel central, que tem de altura 164 cm e de largura 122 cm, estão destacadas as figuras dos apóstolos e mártires São Filipe e Santiago Menor, tendo este sido escolhido em 1521 para padroeiro da cidade do Funchal. Em segundo plano estão pintadas as cenas representativas dos respectivos martírios: a crucificação no caso de Filipe e a morte à bastonada no caso de Santiago Menor.

### Painel esquerdo
No painel do lado esquerdo, que tem de altura 164 cm e de largura 55 cm, encontra-se o retrato dos presumíveis doadores, Simão Gonçalves da Câmara, e seu filho João, terceiro e quarto donatários do Funchal, que estão ajoelhados como era usual tendo a acompanhá-los outros membros da família e os principais criados.
No reverso do painel encontra-se a imagem da Virgem Maria da Anunciação.

### Painel direito
No painel do lado direito, que tem as mesmas dimensões do da esquerda, encontram-se o retrato das esposas   dos doadores, também ajoelhada, Joana Castelo Branco, primeira mulher de Simão, ou Isabel Silva, sua segunda mulher, e Leonor de Vilhena, esposa de João Gonçalves da Câmara.
No reverso está representado o anjo que quando o Tríptico estava fechado representava em conjunto com o reverso do outro painel o episódio bíblico da Anunciação.

## História
O Tríptico de Santiago Menor e S. Filipe foi colocado inicialmente na Igreja de Santiago Menor, hoje designada por Igreja do Socorro, no Funchal, tendo sido redescoberta pelo investigador Cayola Zagallo na sacristia da igreja, onde ainda permanece a predela do conjunto.
Segundo Cayola Zagallo, o Tríptico de Santiago Menor e S. Filipe deve deve ter sido pintado no período entre 1527-1531. A construção da Igreja de São Tiago Menor foi iniciada em 1521, sendo de admitir que, nos anos posteriores, Simão Gonçalves da Câmara o terceiro capitão do donatário da Capitania do Funchal, ou o seu filho e sucessor, João Gonçalves da Câmara, tivessem encomendado o magnífico retábulo.